# Powiat Airolo
Airolo (wł. Circolo di Airolo) – powiat w Szwajcarii, w kantonie Ticino, w okręgu Leventina. Siedziba administracyjna powiatu znajduje się w miejscowości Airolo. 
Powiat składa się z dwóch gmin (comune) o powierzchni 169,53 km² i o liczbie mieszkańców 1 534.

## Gminy
| Nazwa gminy | Powierzchnia km² | Liczba mieszkańców 31 grudnia 2021 |
| ----------- | ---------------- | ---------------------------------- |
| Airolo      | 94,35            | 1 433                              |
| Bedretto    | 75,18            | 101                                |